# Bundesstraße 95
Die Bundesstraße 95 (Abkürzung: B 95) führt durch Sachsen, etwa in Süd-Nord-Richtung von Oberwiesenthal über Annaberg-Buchholz bis Chemnitz und von Borna bis zur Anschlussstelle Rötha der Bundesautobahn 72 südlich von Leipzig. Der ehemalige Abschnitt der B 95 zwischen Chemnitz und Borna wurde herabgestuft. Ein großer Teil davon bildet heute die S 51.

## Verlauf
Die B 95 gehört zu den Erzgebirgspässen und beginnt in Verlängerung der von Ostrov nad Ohří (Schlackenwerth) kommenden tschechischen Straße erster Ordnung Silnice I/25 auf dem Kamm des Erzgebirges nahe Oberwiesenthal am Grenzübergang nach Tschechien und führt in Serpentinen steil abwärts nach Kurort Oberwiesenthal. Auf einer Umgehungsstraße führt die B 95 unterhalb am Ortszentrum vorbei und folgt von da an dem Lauf des Pöhlbaches, der hier die Grenze zur Tschechischen Republik bildet. Der nächste größere Ort ist Bärenstein. Hier verlässt die Bundesstraße das Tal und folgt fortan einem Höhenrücken an der Kreuzung „Morgensonne“ vorbei bis Annaberg-Buchholz. Auf der in den 20er Jahren gebauten Umgehungsstraße durchquert die B 95 die Kreisstadt oberhalb des Stadtzentrums und kreuzt hier die B 101. In weitem Bogen führt die Straße erneut talwärts und trifft auf Schönfeld, führt dann weiter durch die Städte Ehrenfriedersdorf und Thum. Laut Bundesverkehrswegeplan sollen diese Ortsdurchfahrten in den kommenden Jahren durch eine Umgehungsstraße entlastet werden. Hinter Thum steigt die Straße deutlich an und erreicht den oberen Ortsteil von Gelenau. Die Strecke zwischen Gelenau und Burkhardtsdorf wurde in den 1980er Jahren dreistreifig, mit einem zusätzlichen Überholstreifen bergauf in Richtung Annaberg-Buchholz, ausgebaut. Die Straße verlässt hier den ehemaligen Landkreis Annaberg, den sie von ihrem Beginn an in Süd-Nord-Richtung vollständig durchquert hat. Die Ortsdurchfahrt Burkhardtsdorf soll ebenfalls durch eine Ortsumgehungsstraße entlastet werden.
Richtung Chemnitz folgt erneut ein dreistreifiges Straßenstück. Zum Ortseingang Chemnitz verlässt man den letzten Höhenzug des Erzgebirges. Die B 95 durchquert Chemnitz, kreuzt dabei den Südring und führt über den so genannten Innenstadtring, bis sie die Anschlussstelle Chemnitz-Mitte A 4 erreicht.

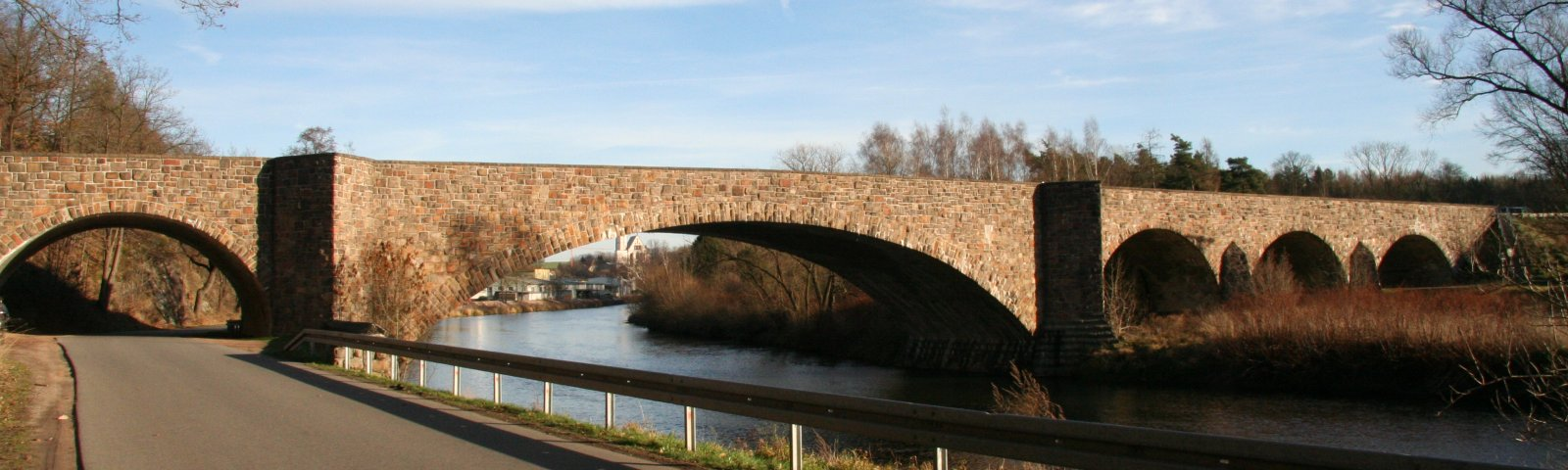
Brücke der ehemaligen Bundesstraße 95 über die Zwickauer Mulde bei Penig

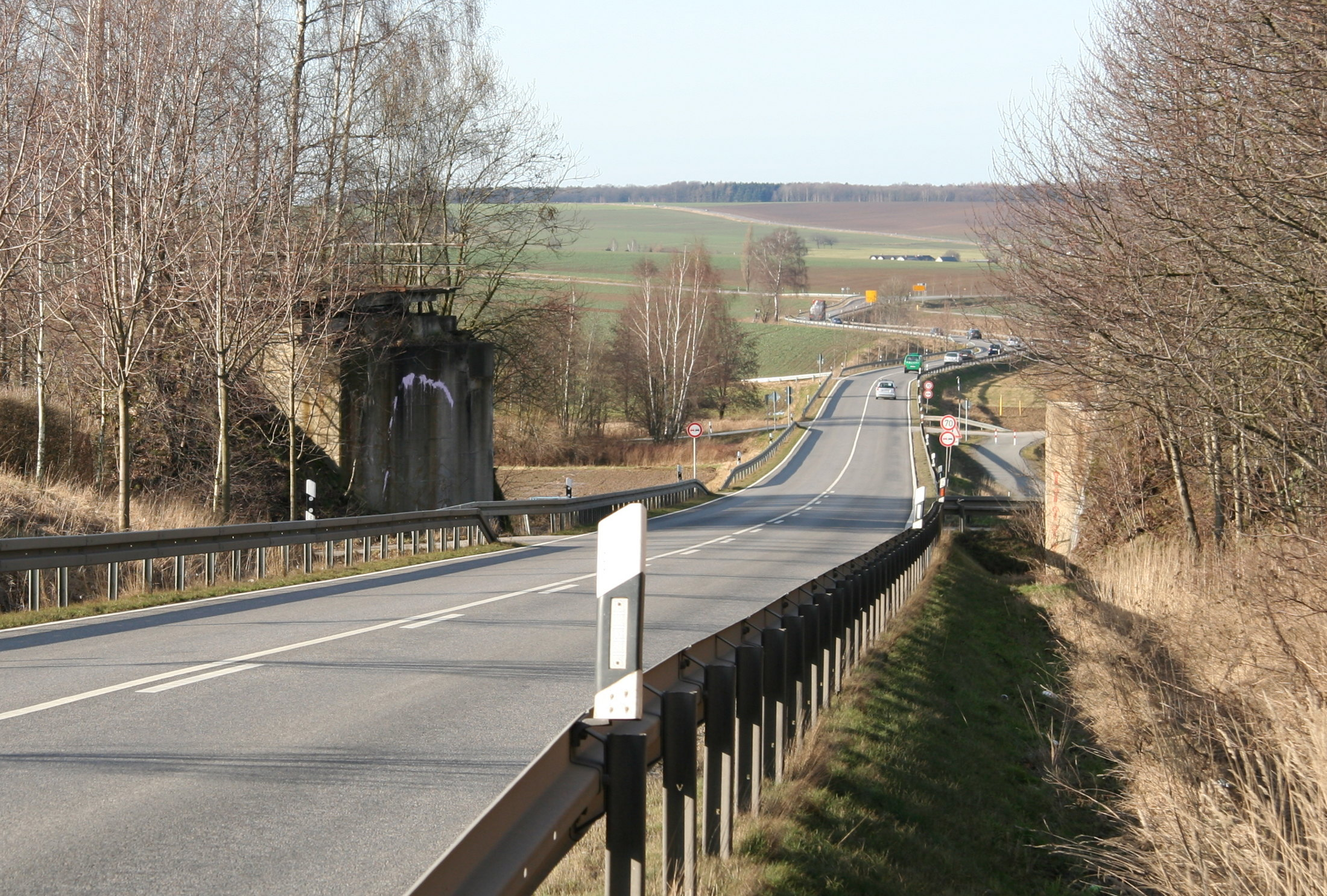
Ehemalige B 95 hinter Penig Richtung Norden

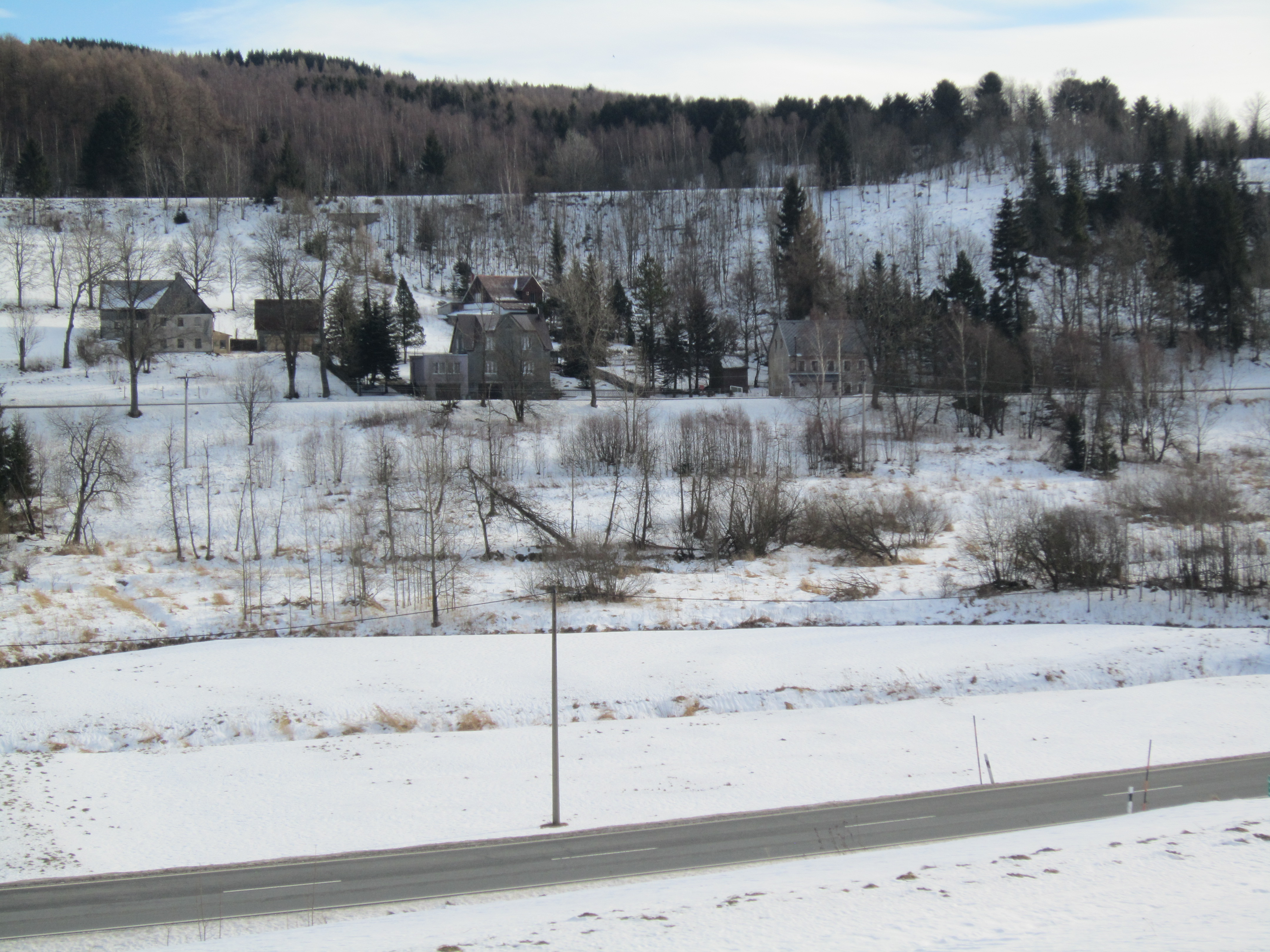
B 95 im Pöhlbachtal bei Hammerunterwiesenthal; hinter dem Pöhlbach in der Bildmitte liegt Tschechien

Zwischen Chemnitz-Mitte und Borna-Nord wurde die B 95 zu niederrangigen Straßen abgestuft und durch die A 72 ersetzt, da die zweistreifige Bundesstraße zwischen Chemnitz und Leipzig bis 2013 die wichtigste, allerdings auch gleichzeitig innerhalb Deutschland die schlechteste Straßenverbindung zwischen zwei Oberzentren war. Auch der nördliche Abschnitt der B 95 soll mit Fertigstellung der A 72 ersetzt und zurückgebaut werden.

Der nördliche Teil der B 95 begann bei Kesselshain an der Kreuzung mit B 93 und B 176, welche einige hundert Meter weiter in Richtung Borna die Anschlussstelle Borna-Nord der A 72 treffen. Ab Kesselshain war die B 95 zweistreifig ausgebaut und querte mit mehreren Kreuzungen die Ortslage Espenhain. Erst nach Espenhain trug die B 95 den Charakter einer Schnellstraße. 
Ab Espenhain führte sie vor den 1980er Jahren nordwärts als F 95 durch die Ortslagen Magdeborn und Auenhain, durch die südlichen Stadtteile von Leipzig, vorbei am Völkerschlachtdenkmal bis zum Innenstadtring. Seit 1976 wurde diese Streckenführung durch den Tagebau Espenhain unterbrochen, die Ortslage Magdeborn devastiert. Die Linienführung der daraufhin verlegten F 95 verlief westlich an den ehemaligen Tagebauen vorbei und erhielt unmittelbar östlich von Rötha Anschluss an Ortsstraßen durch Rötha und Böhlen. Dieser Verlauf wurde nach der politischen Wende, in B 95 umgewidmet, bis zum Bau der A 72 beibehalten.
Von der unterbrochenen F 95 sind nördlich von Espenhain noch etwa fünf Kilometer als S 242 bzw. Gemeindestraßen befahrbar. Sie endet abrupt am ehemaligen Tagebau, nach dessen Flutung an dieser Stelle ein Aussichtspunkt auf den Störmthaler See entstand.
Nach dem Bau der Anschlussstelle Rötha der A 72 und der folgenden, schrittweisen Verkehrsverlegung auf fertiggestellte Abschnitte derselben im Röthaer Forst sowie östlich Böhlen bzw. Großdeuben verlor die zuletzt auf den Abschnitt »Espenhain – AS Rötha A 72 – Abfahrt Rötha B 95« eingekürzte B 95 an Bedeutung. Umgewidmet als Kreisstraße 7930 endet dieser 2,8 km lange Abschnitt im Südosten nun an der S 242 in Espenhain. Dort trifft der schon nach der Wende umgewidmete Ast der alten F 95 an den Störmthaler See auf sein jüngeres Pendant, das nach dem Rückbau 2021 von 4 auf 2 Fahrspuren bis Kesselshain gleichfalls zur S 242 abgestuft wurde. Dieses Teilstück der ehemaligen B 95, das nicht von Verlegungen durch Tagebauaktivität betroffen war, erweitert somit die S 242 bis zur Kreuzung mit der B 176 in Kesselshain.

## Geschichte
Die Straße bildete ab 1934 die Reichsstraße 95. Nach dem Anschluss Österreichs und der Annexion des Sudetenlands und der weiteren tschechischen Gebiete in den Jahren 1938 und 1939 wurde sie nach Süden über Karlsbad (Karlovy Vary), Pilsen (Plzeň), Nepomuk, Písek, Budweis (České Budějovice), Kaplice (Kaplitz), Freistadt, Linz, Steyr, Hieflau, Leoben, Bruck an der Mur, Graz, Leibnitz nach Spielfeld verlängert. Derzeit bildet sie zwischen der deutsch-tschechischen Grenze bei Boží Dar und Ostrov (Schlackenwerth) die Silnice I/25, zwischen Ostrov und Karlsbad einen Abschnitt der Silnice I/13, zwischen Karlsbad und Budweis die Silnice I/20 und von Budweis bis zur tschechisch-österreichischen Grenze die Silnice I/3.